# Vanna

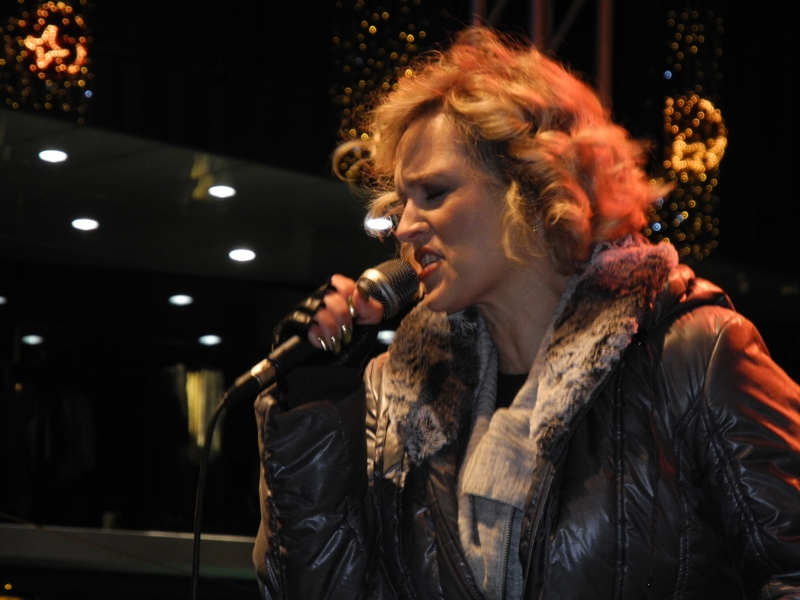
Vanna (2012)

Vanna (* 1. September 1970 in Koprivnica, Jugoslawien, heute Kroatien; geboren als Ivana Ranilović, heute Ivana Ranilović-Vrdoljak) ist eine kroatische Popsängerin.
Neben zahlreichen Auszeichnungen wie dem Porin 1999 und 2000 als beste kroatische Sängerin gewann sie auch das kroatische Musikfestival Dora 2001, welches als kroatische Vorentscheidung für den Eurovision Song Contest genutzt wird und nahm für Kroatien an diesem Wettbewerb teil.

## Leben
Bereits als Kind im Alter von 10 Jahren nimmt Vanna an Talentshows teil. Sie besucht die Musikschule Koprivnica. 1989 zieht sie nach Zagreb, um an der Philosophischen Fakultet Zagreb Englisch zu studieren. 1990 gewinnt sie das Zagreb Festival und wird im Anschluss Background-Sängerin der Gruppe Boa, die als Vorband von David Bowie im kroatischen Stadion Maksimir vor 60.000 Zuschauern auftritt. Im selben Jahr tritt sie der bis dato unbekannten Band Electro Team, kurz E.T. bei. Boytronic, Da'Real, Skyrocker und DJ Fresh Jay und Vanna landen ihren ersten Hit mit Molitva za mir (Ein Gebet für den Frieden). Der Song setzt sich mit dem Unabhängigkeitskrieg Kroatiens auseinander und bittet um eine friedliche Lösung des Konfliktes. 1993 hat E.T. den bis dato größten Erfolg mit Tek je dvanaest sati (Es ist erst zwölf Uhr) und gilt seither als Mitbegründer kroatischer Dancemusik. E.T. produzieren Musik ala SNAP! und könnten musikalisch am ehesten dem Dancefloor zugeordnet werden.
Nach zahlreichen erfolgreichen Alben trennt sich die Band 1998, da Vanna ihre eigene musikalische Linie nicht weiter im Dance-Genre sieht, was sich bereits auf den letzten beiden Alben ankündigte.
Im gleichen Jahr erscheint ihr Album I to sam ja, welches deutliche Jazz-Einflüsse zeigt und vollständig auf Englisch ist. Kurz darauf erscheint das Album Ispod istog neba, das sich sehr gut verkauft. Im Jahr 2000 veröffentlicht sie das Album Dvadesetičetiri sata (Vierundzwanzig Stunden) auf dem sich der Gewinnersong des Zadar Festivals 2000 Daj mi jedan dobar razlog (Gib mir einen guten Grund) und der zweitplatzierte Song bei der Dora 2000 Kao rijeka (Wie ein Fluss) befinden. Beide Lieder zählen zu den Hits des Jahres.
Aufgrund des großen Erfolgs folgt ein Livealbum Vanna u Lisinskom (Vanna in der Vatroslav Lisinski Halle) im Jahr 2001. Vorher aber gewann sie die Dora mit Strings of my heart, welches von Tonči Huljić komponiert wurde; sie stand hochschwanger auf der Bühne, was für Kritik in den Medien sorgte. In Kopenhagen belegte sie den 10. Platz beim Eurovision Song Contest, kurz nach der Entbindung. Ihre Familie war auch der Grund für ihre Pause von 2002. 2003 meldete sie sich mit dem Album Hrabra kao prije (Tapfer wie einst) zurück und gewinnt das Zadarfestival mit Kao da me nema. Der Song Bozic bili wurde zum Titelsong der Filme und TV-Serie Duga mračna noć. 2005 erscheint eine Biographie geschrieben von Antonela Marušić. Wieder einmal wird ein Livealbum und Live-DVD veröffentlicht: Vanna s prijateljima u Lisinskom (Vanna mit Freunden in der Lisinski Hall). Als Liveguests treten auf Nina Badrić, Jacques Houdek, Oliver Dragojević und Ivana Kindl. Vanna und Nina Badrić wurden von der kroatischen Presse stets als Rivalinen dargestellt. Um dies zu widerrufen, sang Vanna auf ihren Konzerten zusammen mit Nina deren Song Čarobno jutro und ihren Song Ti se varaš. Aktuell nehmen sie eine kroatische Version von Mariah Careys und Whitney Houstons When you believe (Kad ljubav pobijedi) auf.

## Diskografie
Mit E.T.
- 1992: Electro Team
- 1994: Second to none
- 1996: Anno Domini 1996

Als Solokünstlerin
- 1998: I to sam ja (dt.: Und das bin Ich)
- 1998: Ispod istog neba (dt.: Unter dem gleichen Himmel)
- 2000: 24 sata (dt.: 24 Stunden)
- 2001: Strings of my heart
- 2001: Vanna u Lisinskom
- 2003: Hrabra kao prije (dt.: Mutig wie früher)
- 2005: Vanna s prijateljima u Lisinskom (CD & DVD)
- 2007: Ledeno doba (dt.: Eiszeit)